# Sulasol
Suomen Laulajain ja Soittajain Liitto (en français : Association des musiciens amateurs de Finlande, acronyme: SULASOL) est une association finlandaise de musiciens amateurs  fondée en 1922.
L'association regroupe environ 350 chœurs et orchestres, ainsi l'association a environ 12000 membres individuels.
Dans l'environnement de Sulasol il y a aussi 5 associations musicales: l'association des chœurs masculins de Finlande,  l'association des chœurs féminins de Finlande, l'association des chœurs d'enfants de Finlande, l'association des chœurs mixtes de Finlande, l'association des instrumentistes de Finlande et 17 associations indépendantes.